# Rohrbachs Forderung
In der Kryptanalyse beschreibt Rohrbachs Forderung einen Anspruch, den der deutsche Mathematiker und Kryptologe Hans Rohrbach (1903–1993) formuliert hat. Er verlangt damit vom Kryptoanalytiker, sich nicht nur mit der Lösung eines Geheimtextes oder gar mit nur einer bruchstückhaften Entzifferung zufriedenzugeben, sondern das Chiffriersystem vollständig bloßzulegen und insbesondere auch den Schlüssel aufzudecken.

## Forderung
Rohrbachs Forderung lautet:

„Erst mit Erarbeitung sämtlicher zugehörigen Schlüssel wird die Lösung als beendet angesehen.“

## Moderne Sicht
Die moderne Kryptologie sieht Rohrbachs Forderung nicht mehr als zwingend an. Heute wird von Verschlüsselungsverfahren zumeist verlangt, dass sie „beweisbar sicher“ sind. Hier steht man allerdings vor dem Paradoxon der beweisbaren Sicherheit, das besagt, dass auch ein als sicher bewiesenes System nicht notwendigerweise wirklich sicher ist. Das liegt daran, dass für einen Beweis gewisse Annahmen getroffen werden müssen und Randbedingungen zu formulieren sind, die tatsächlich möglicherweise nicht erfüllt sind. Es gibt nur wenige kryptographische Verfahren, die wirklich sicher sind. Dazu gehört das One-Time-Pad (OTP). In dem Fall spricht man dann von „perfekter Sicherheit“. Jedoch können selbst solche „perfekt sichere“ Kryptosysteme zuweilen gebrochen werden, dann nämlich, wenn bei der Anwendung Fehler passieren (siehe auch: Angriffsmöglichkeiten beim One-Time-Pad).
An moderne Verschlüsselungsverfahren werden meist wesentlich strengere Maßstäbe gestellt, als es aus Rohrbachs Sicht für klassische Verfahren geschah. Es wäre jedoch falsch, daraus den Umkehrschluss ziehen zu wollen, dass auch an heutige Kryptoanalytiker wesentlich schwächere Maßstäbe zu stellen sind, als es früher der Fall war. Heutzutage jedoch verwirft man in der Regel ein Verschlüsselungsverfahren bereits dann als „gebrochen“, wenn nur geringste Informationen über den Klartext erlangt werden können (Ciphertext Indistinguishability), und verlangt aus theoretischer Sicht dazu nicht mehr, den gesamten Klartext offenzulegen oder sogar den Schlüssel zu finden. Aus praktischer Sicht ist beides jedoch auch heute noch immer von entscheidender Bedeutung.